# サン・ジョルジョ・ディ・ロメッリーナ
サン・ジョルジョ・ディ・ロメッリーナ（伊: San Giorgio di Lomellina）は、イタリア共和国ロンバルディア州パヴィーア県にある、人口約1,000人の基礎自治体（コムーネ）。

## 地理

### 位置・広がり

#### 隣接コムーネ
隣接するコムーネは以下の通り。
- チェルニャーゴ
- ロメッロ
- オットビアーノ
- トロメッロ
- ヴェレッツォ・ロメッリーナ

### 気候分類・地震分類
気候分類では、zona E, 2619 GGに分類される。
また、イタリアの地震リスク階級 (it) では、zona 4 (sismicità molto bassa) に分類される
。